# 毛果柃木
毛果柃木（学名：Eurya gnaphalocarpa）为茶科柃木屬下的一个种。

## 扩展阅读
- 維基物種上的相關：毛果柃木